# Mirosław Wnuk
Mirosław Wnuk (ur. 19 lutego 1961 w Kielcach) – polski piłkarz. Karierę rozpoczynał w barwach Orlicza Suchedniów, następnie grał także w Chemiku Pustków, Stali Nowa Dęba i Lubliniance Lublin. Wiosną sezonu 1982/1983 trafił do Stali Mielec, w której zadebiutował w I lidze. W mieleckim zespole występował przez trzy lata, po czym odszedł do Radomiaka Radom. W 1988 został graczem Zagłębia Sosnowiec, z którym wywalczył awans do I ligi i w kolejnych rozgrywkach wystąpił w niej w 19 meczach. Strzelił też wówczas w niej pierwszego i zarazem jedynego gola – uczynił to w kwietniowym spotkaniu z Widzewem Łódź, wygranym przez jego drużynę 2:1. W sezonie 1990/1991 nie rozegrał żadnego meczu i po jego zakończeniu odszedł do Korony Kielce, w której występował przez pół roku.